# Pierinae
De Pierinae zijn een onderfamilie van vlinders in de familie witjes (Pieridae).

## Geslachtengroepen en geslachten

### Anthocharini
- Anthocharis
- Cunizza
- Eroessa
- Euchloe
- Hebomoia
- Hesperocharis
- Iberochloe
- Leptosia
- Mathania
- Zegris

### ElodiniBraby,2014
- Elodina[1]

### LeptosiainiBraby,2014
- Leptosia[1]

### NepheroniiniBraby,2014
- Nepheronia[1]
- Pareronia

### Pierini
- Subtribus Aporiina
  - Aporia
  - Archonias
  - Belenois
  - Catasticta
  - Cepora
  - Charonias
  - Delias
  - Dixeia
  - Eucheira
  - Leodonta
  - Leuciacria
  - Melete
  - Mylothris
  - Neophasia
  - Pereute
  - Prioneris
- Subtribus Appiadina
  - Appias
  - Aoa
  - Phrissura Butler, 1870
    - = Udaiana Distant, 1885

  - Saletara
- Subtribus Pierina
  - Ascia
  - Baltia
  - Ganyra
  - Glennia
  - Hypsochila
  - Infraphulia
  - Itaballia
  - Leptophobia
  - Miopieris
  - Perrhybris
  - Phulia
  - Pieriballia
  - Pieris
  - Piercolias
  - Pierphulia
  - Pontia
  - Reliquia
  - Sinopieris
  - Stolopsyche
  - Talbotia
  - Tatochila
  - Theochila

### TeracoliniReuter,1896
- Teracolus Swainson, 1833[1]
- Calopieris
- Colotis
- Eronia
- Gideona Klots, 1933
- Ixias
- Pinacopteryx